# Fernando Soucy
Fernando Soucy (* 5. Juli 1927 in Montreal; † 2. August 1975 in Repentigny) war ein kanadischer Sänger und Fiddlespieler.
Der Sohn des Fiddlespielers und Komponisten Isidore Soucy trat zunächst als Klavierbegleiter mit seinem Vater auf. Mit dem Akkordeonisten René Alain bildeten sie das Trio Soucy, dem mit der Aufnahme des Titels Les fraises et les framboises ein erster Erfolg gelang. Dem Trio schlossen sich Eugène, Fernande und Thérèse, Geschwister Fernandos an, und das Ensemble nannte sich nun La famille Soucy. Fernando schrieb und komponierte die meisten Songs für die Gruppe, darunter Un homme sans argent, Le bon vin m'endort, Prendre un verre de bière mon minou und Prendre un p'tit coup c'est agréable.
1972 gründeten Soucy und Fernand Plouffe das Plattenlabel Catalogne. Als erstes Album erschien dort Un party ben l'fun avec Pôgne et la famille Soucy. Nach dessen Erfolg erschienen weitere sieben Alben der Famille Soucy, außerdem Alben mit Thérèse Rioux und René Alain und Fernando Soucys Soloalbum Les vrais reels, les vrais noms. Soucys Album Les Veillées du bon vieux temps erschien beim Label Dominion.